# 1H-Azonin
Azonin ist eine ungesättigte heterocyclische chemische Verbindung. Es ist der einfachste neungliedrige vierfach ungesättigte stickstoffhaltige Heterocyclus und damit die Stammverbindung der Azonine.